# Cámara de Guipúzcoa
La Cámara de Comercio Industria y Navegación de Guipúzcoa (España) es una organización apolítica  sin ánimo de lucro al servicio de la empresa y de los intereses generales de Guipúzcoa.
Fue  fundada en 1886 y tiene como misión aportar soluciones generadoras de valor y competitividad a todas las empresas de Guipúzcoa.

## Descripción
La Cámara de Guipúzcoa inició su andadura en 1886 siendo heredera del Consulado de San Sebastián. Su primer presidente fue  Ignacio Mercader.
Es una Corporación de Derecho Público con personalidad jurídica propia con sede en San Sebastián.
Defiende los intereses generales del Comercio, la Industria, los Servicios y la Navegación en Guipúzcoa
Está integrada por todas las empresas y empresarios/as de todos los sectores de la actividad económica guipuzcoana, representados/as a través del Pleno, que es el órgano de máxima representación de la Corporación. Los 60 miembros que componen el Pleno son libre y democráticamente elegidos cada cuatro años.
Su actividad principal  consiste en  planificar y crear una estrategia para el desarrollo empresarial así como atraer proyectos como oportunidad de negocio en el exterior.